# Святиловичі
Святиловичі або Свєтиловичі (біл. Свяцілавічы, рос. Святое, Светиловичи, пол. Święte, Swiatoje) — село у Вєтківському районі Гомельської області, на ріці Беседь, за 33 км на північний схід від м. Вєтка й за 52 км від м. Гомеля, на автодорозі «Вєтка-Чечерськ». 980 мешканців (2008 р.). Центр Святиловичської сільради.

## Населення
- 1880 р. — село, 103 доми (795 мешканців)[2];
- 1989 р. — за переписом населення 1640 мешканців;
- 2000 р. — 1042 мешканця;
- 2004 р. — 1014 мешканців (419 господарств);
- 2008 р. — 980 мешканців.

## Інфраструктура
Дитячий садок, середня загально-освітня школа, будинок культури.

## Історія
До 1772 р. селище мало назву пол. Święte, Swiatoje у Великому князівстві Литовському, після 1772 р. рос. Святое, Светиловичи у Російській імперії.